# Wullersdorf
Wullersdorf je městys v Rakousku ve spolkové zemi Dolní Rakousy v okrese Hollabrunn. Žije zde přibližně 2 400 obyvatel.

## Geografie

### Geografická poloha
Wullersdorf se nachází ve spolkové zemi Dolní Rakousy v regionu Weinviertel. Leží přibližně 6 km severně od okresního města Hollabrunn. Rozloha území městyse činí 63,89 km², z nichž 4,2 % je zalesněných.

### Části obce
Území městyse Wullersdorf se skládá z deseti částí (v závorce uveden počet obyvatel k 1. 1. 2015):
- Aschendorf (49)
- Grund (229)
- Hart (83)
- Hetzmannsdorf (145)
- Immendorf (428)
- Kalladorf (243)
- Maria Roggendorf (130)
- Oberstinkenbrunn (234)
- Schalladorf (126)
- Wullersdorf (704)

### Sousední obce
- na severu: Haugsdorf, Alberndorf im Pulkautal, Hadres
- na východu: Mailberg, Nappersdorf-Kammersdorf
- na jihu: Hollabrunn, Grabern
- na západu: Guntersdorf

## Politika

### Obecní zastupitelstvo
Obecní zastupitelstvo se skládá z 21 členů. Od komunálních voleb v roce 2015 zastávají následující strany tyto mandáty:
- 14 ÖVP
- 5 SPÖ
- 2 FPÖ

### Starosta
Nynějším starostou městyse Wullersdorf je Richard Hogl ze strany ÖVP.

## Galerie

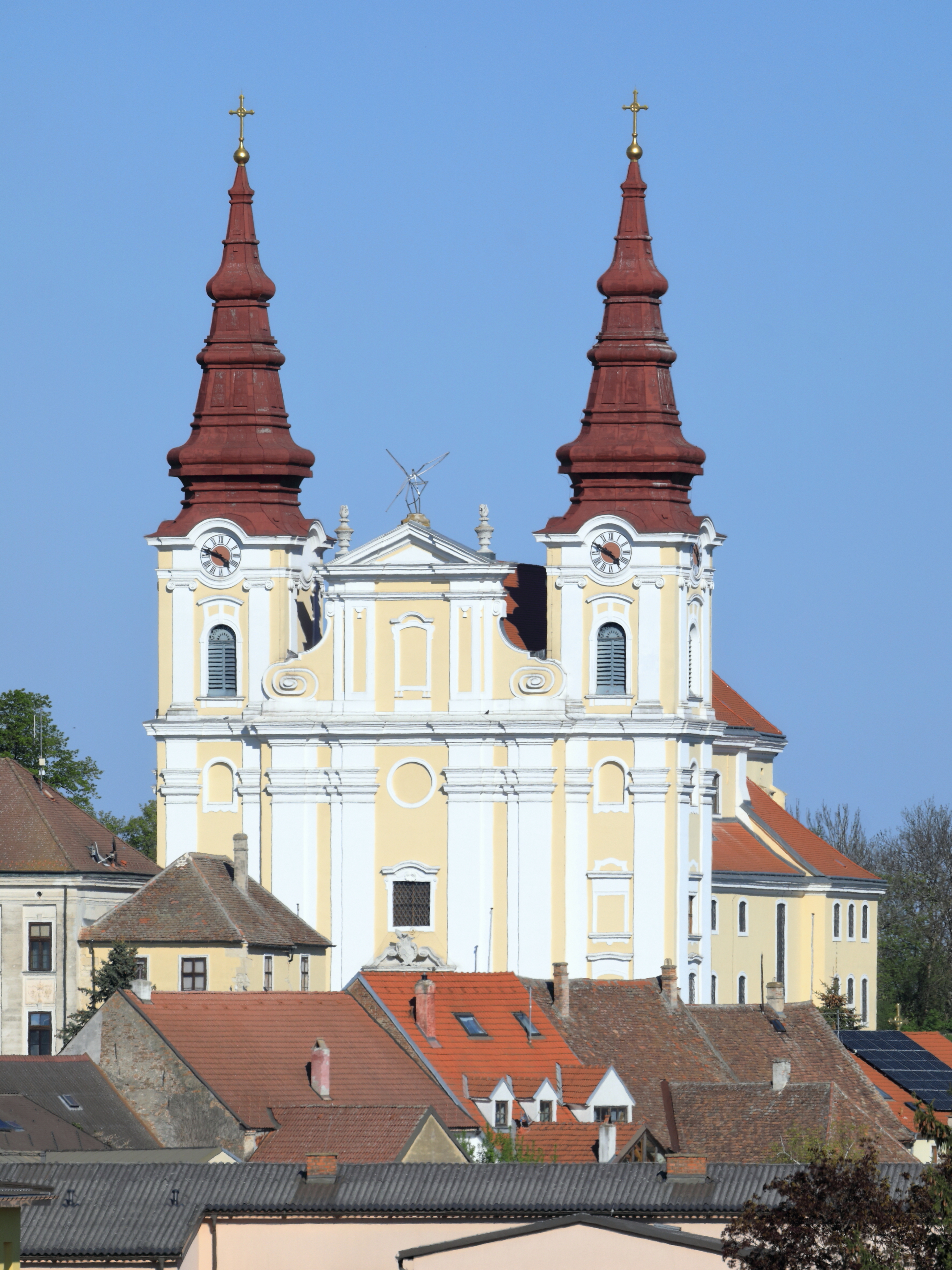
Farní kostel sv. Jiří ve Wullersdorfu
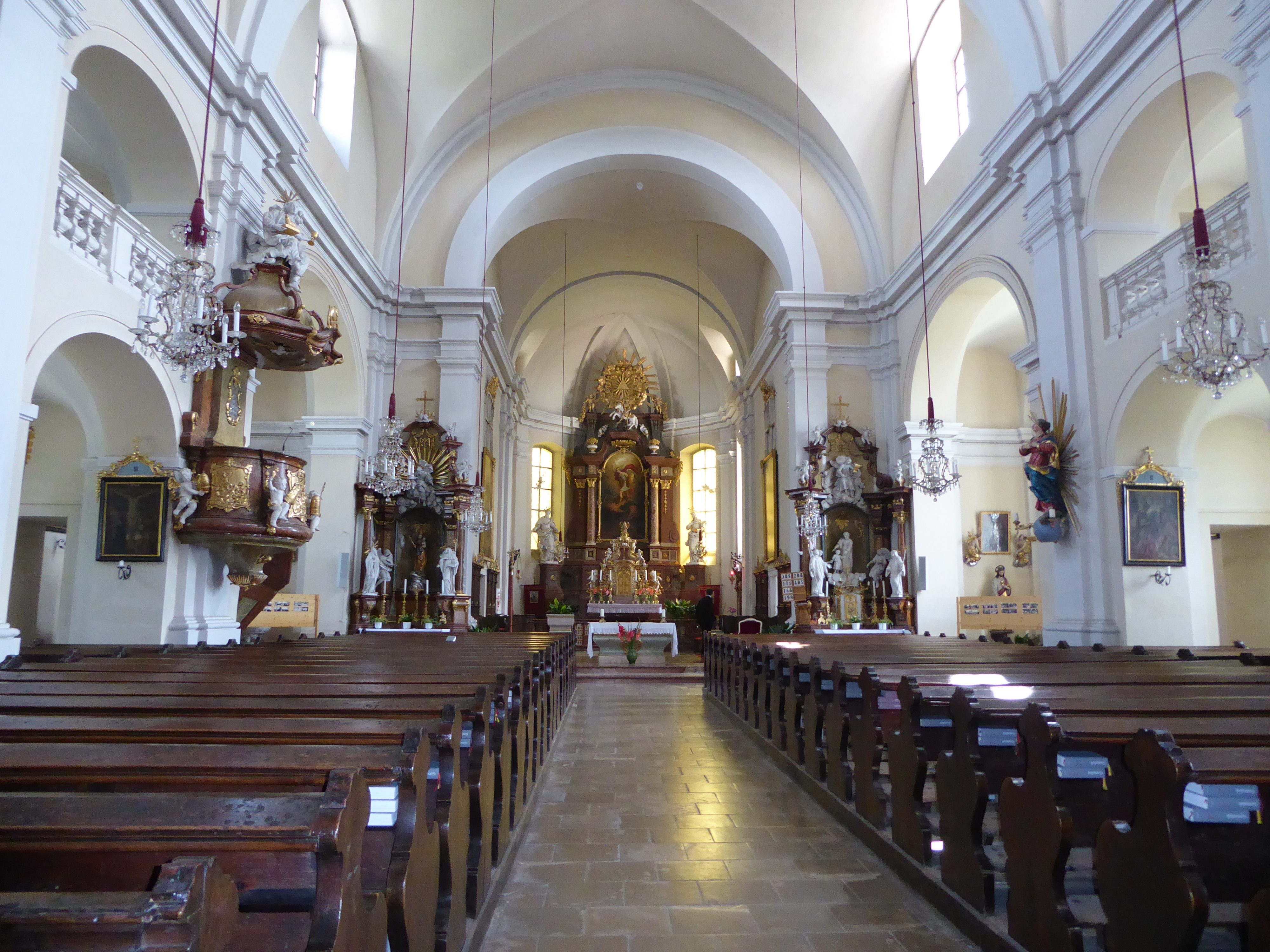
Farní kostel sv. Jiří ve Wullersdorfu (interiér)
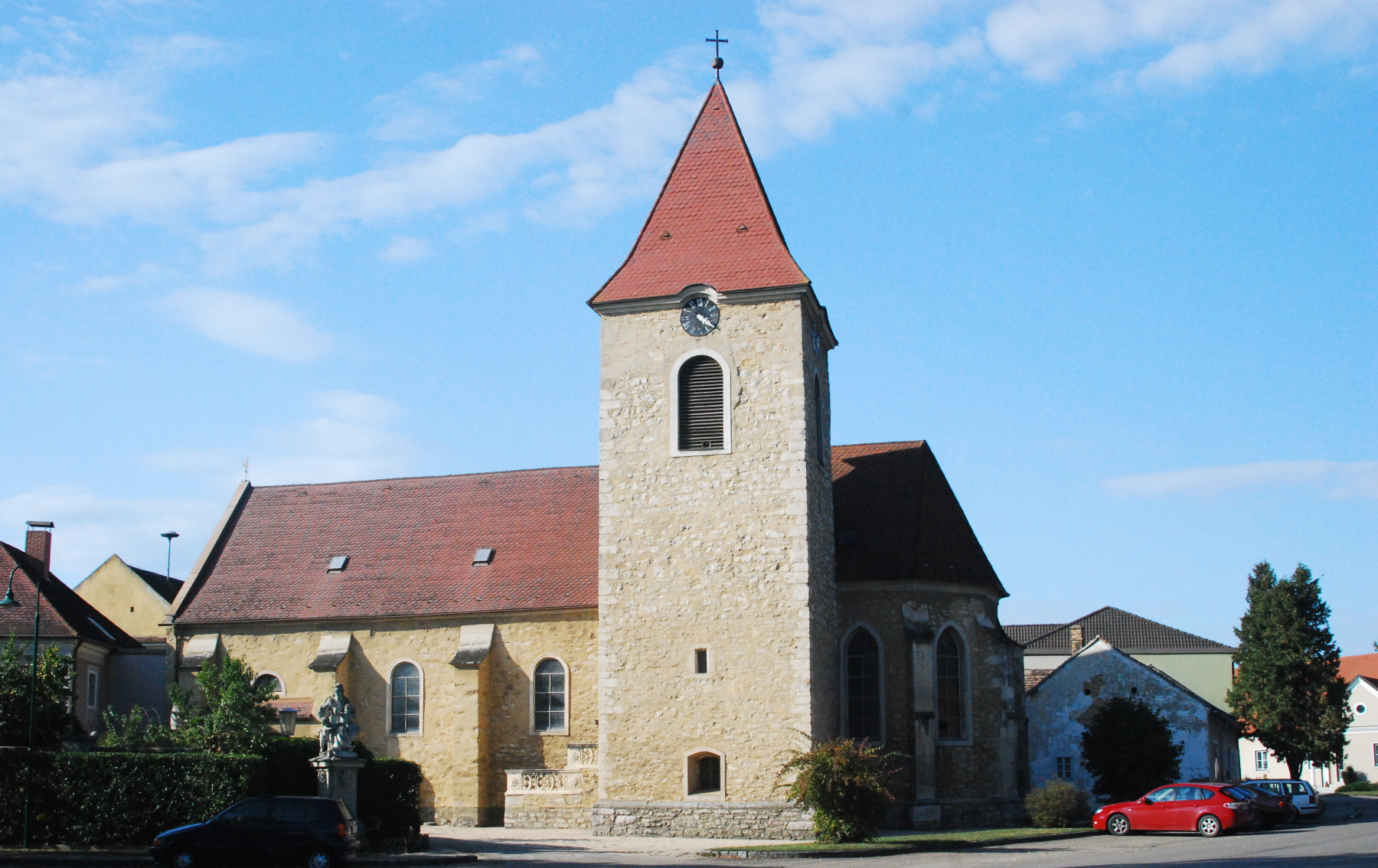
Kostel v Immendorfu
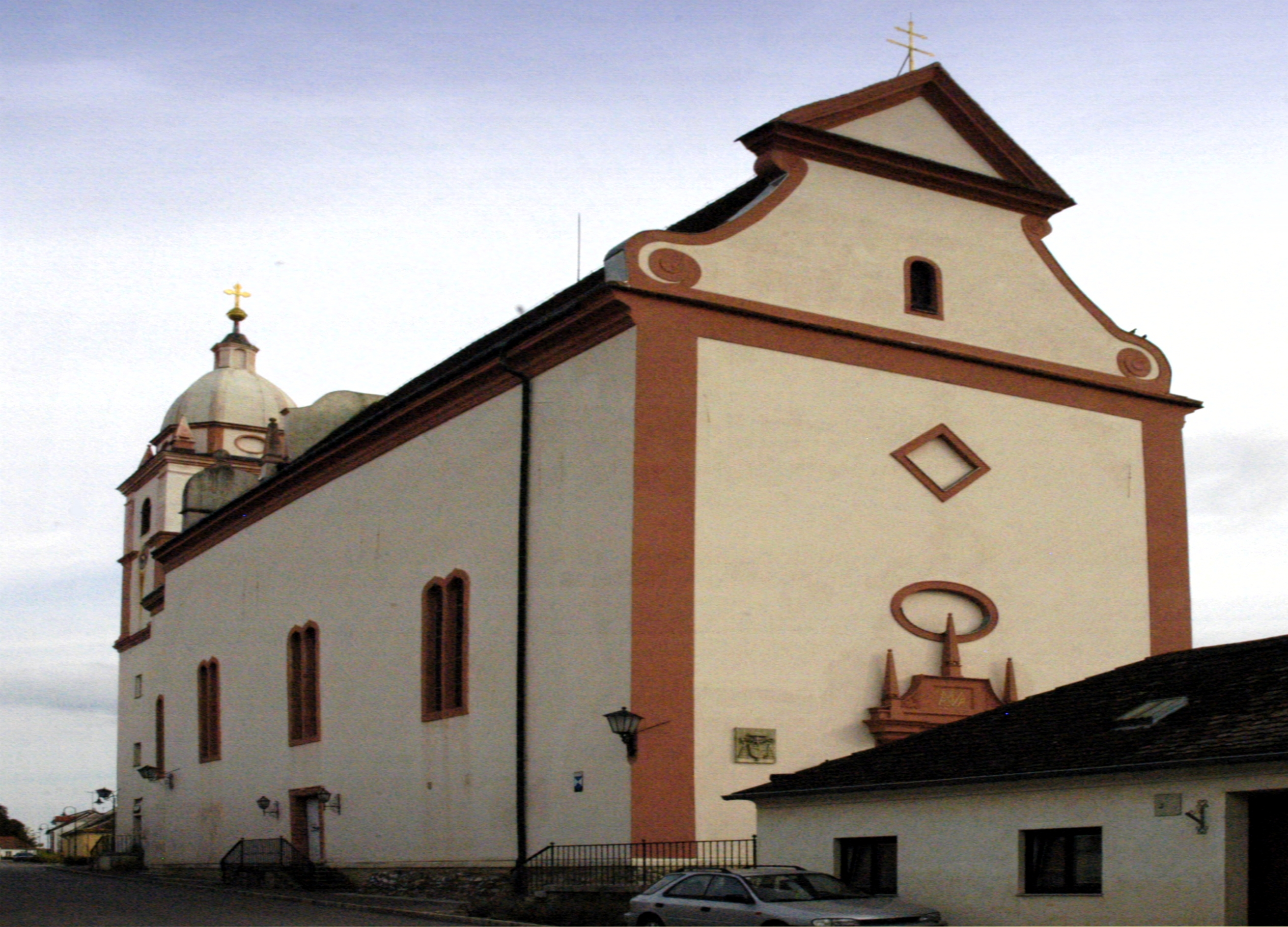
Kostel v Roggendorfu
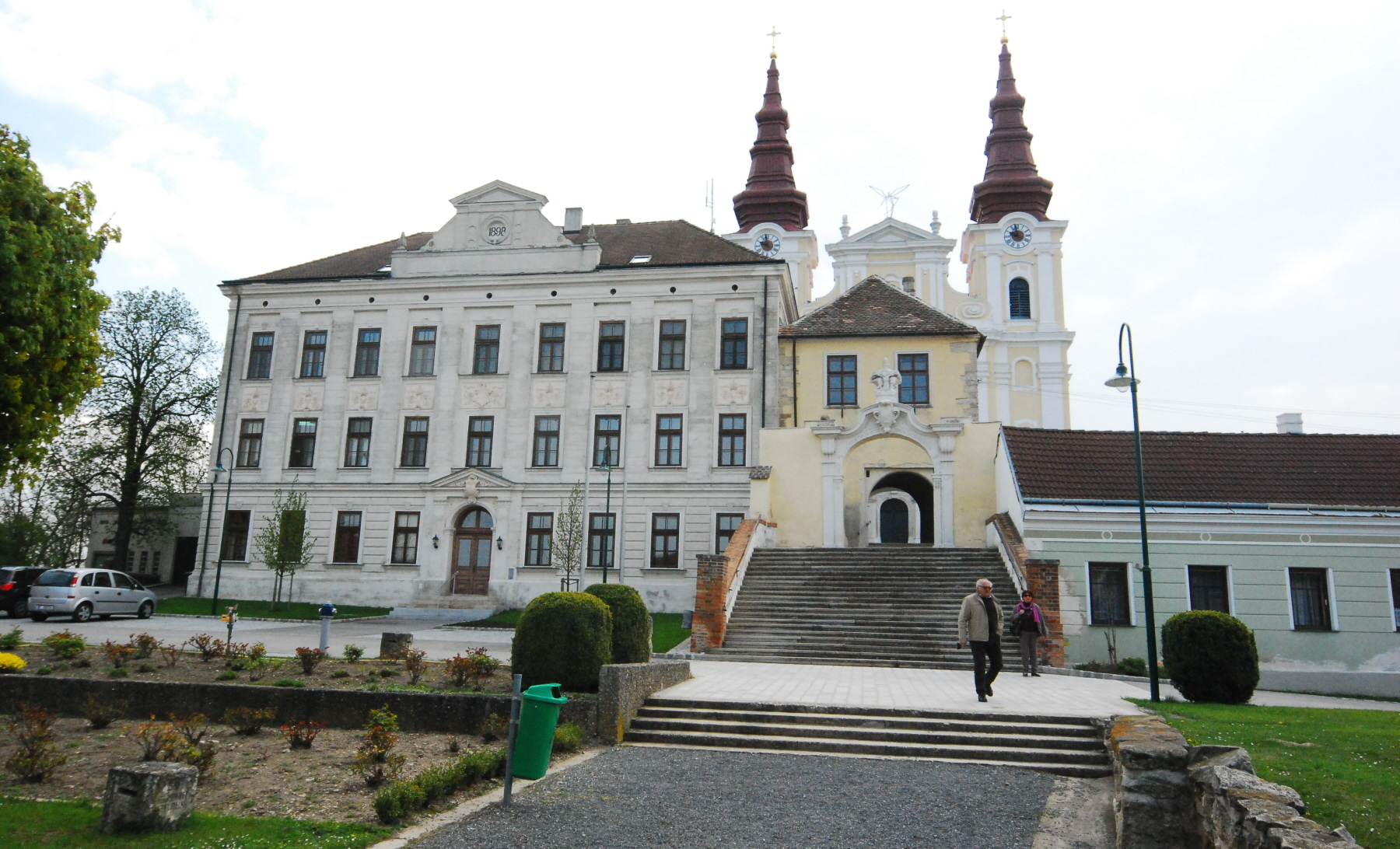
Bývalá škola ve Wullersdorfu